# Mərziyyə Davudova

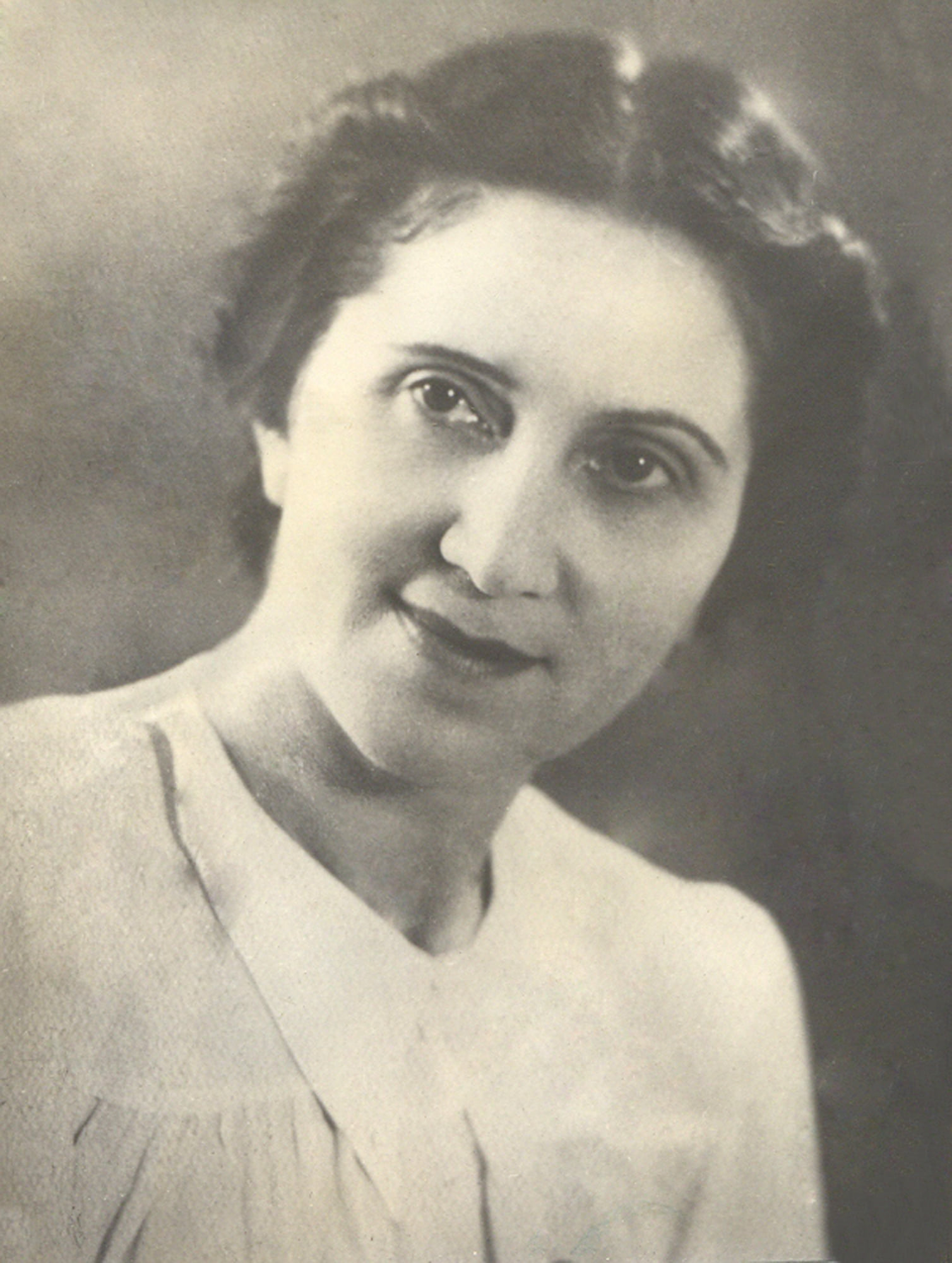
Mərziyə Davudova

Mərziyyə Yusif qızı Davudova (eingedeutscht Märsijä Dawudowa; * 25. November 1901 in Astrachan, Russisches Kaiserreich; † 6. Januar 1962 in Baku, Aserbaidschanische SSR, UdSSR) war eine aserbaidschanisch-sowjetische Theater- und Filmschauspielerin und Volkskünstlerin der UdSSR (1949).

## Biographie
Nach dem Abschluss einer islamischen Mittelschule debütierte Davudova 1917 als Schauspielerin in einem lokalen Dramentheater von Astrachan. Ihr Talent wurde 1918 vom berühmten aserbaidschanischen Darsteller und Regisseur Hüseyn Ərəblinski entdeckt. Dieser hielt sich zu jenem Zeitpunkt in Astrachan auf und schlug Davudova nach einem Treffen vor, eine schauspielerische Laufbahn in Aserbaidschan einzuschlagen.
1920 zog Davudova nach Baku und begann im Aserbaidschanischen Staatlichen Akademischen Dramentheater zu spielen. In ihren Rollen verkörperte Davudova unter anderem das von der sowjetischen Regierung propagierte emanzipierte und unabhängige Bild der sowjetischen Frau, wie Sevil von Cəfər Cabbarlı, Həyat von Mirzə İbrahimov, Ljubov Jarowaja von Konstantin Trenyov etc. 1949 wurde ihr die Auszeichnung Volkskünstlerin der UdSSR verliehen.
Im Laufe ihrer Karriere spielte Davudova auch als Filmdarstellerin in Filmen wie Bakhtiyar (mit Rashid Behbudov in der Hauptrolle), Koroghlu, Haci Qara etc.
Davudova starb 1962 und wurde auf der Ehrenallee von Baku (genannt Fəxri Xiyaban) beigesetzt.

## Privates
Davudova war verheiratet mit dem Schauspieler und Regisseur Abbas Mirsa Scharifsade, der den stalinistischen Säuberungen während des Großen Terrors zum Opfer fiel.
Davudova ist Mutter der Schauspielerin Firangiz Sharifova sowie die Urgroßmutter von Eldar Qasımov, der im Duo mit Nigar Camal für Aserbaidschan den Eurovision Song Contest 2011 gewann.